# 3634 Iwan
3634 Iwan (1980 FV) là một tiểu hành tinh vành đai chính được phát hiện ngày 16 tháng 3 năm 1980 bởi C.-I. Lagerkvist ở La Silla.